# Fleuré (Vienne)
Fleuré is een gemeente in het Franse departement Vienne (regio Nouvelle-Aquitaine) en telt 802 inwoners (1999). De plaats maakt deel uit van het arrondissement Poitiers.

## Geografie
De oppervlakte van Fleuré bedraagt 16,6 km², de bevolkingsdichtheid is 48,3 inwoners per km².
De onderstaande kaart toont de ligging van Fleuré (Vienne) met de belangrijkste infrastructuur en aangrenzende gemeenten.

## Demografie
Onderstaande figuur toont het verloop van het inwonertal (bron: INSEE-tellingen).